# باول هارتيك
باول هارتيك (Paul Harteck) هو فيزيائي ألماني عاش بين 20 يوليو 1902 و 22 يناير 1985. يعد باول هارتيك أحد مكتشفي نظير الهيدروجين التريتيوم.
درس باول هارتيك الكيمياء في جامعة فيينا وفي جامعة هومبولت في برلين من عام 1921 إلى 1924. وحصل على شهادة الدكتوراة تحت إشراف ماكس بودنشتاين Max Bodenstein عام 1926. عمل كباحث علمي في جامعة فروتسواف بين عامي 1926 و 1928.

## روابط خارجية
- باول هارتيك على موقع الموسوعة البريطانية (الإنجليزية)
- باول هارتيك على موقع مونزينجر (الألمانية)